# Рекламація
Реклам́ація (від лат. reclamatio - гучне заперечення, несхвалення) — це претензія, яка пред'являється покупцем продавцю у зв'язку з невідповідністю якості чи кількості товару, що поставляється (постачається) за умовами договору. Рекламації можуть пред'являтись тільки щодо тих питань, які не були предметом прийому товару, виконаного згідно з умовами договору.
Рекламації пред'являються в письмовій формі й містять такі дані:
- найменування товару;
- його кількість та місце знаходження;
- причину рекламації з вказанням недоліків для її пред'явлення;
- конкретні вимоги покупця для її урегулювання;

До рекламації додаються усі необхідні документи-докази.